# Intel MCS-96

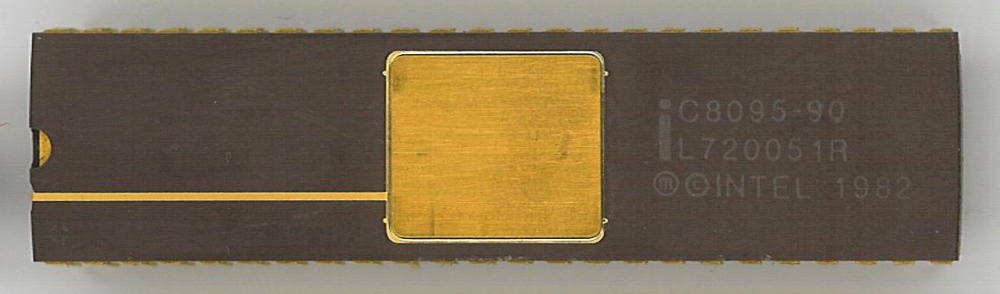
Intel C8095 у кермічному DIP-корпусі

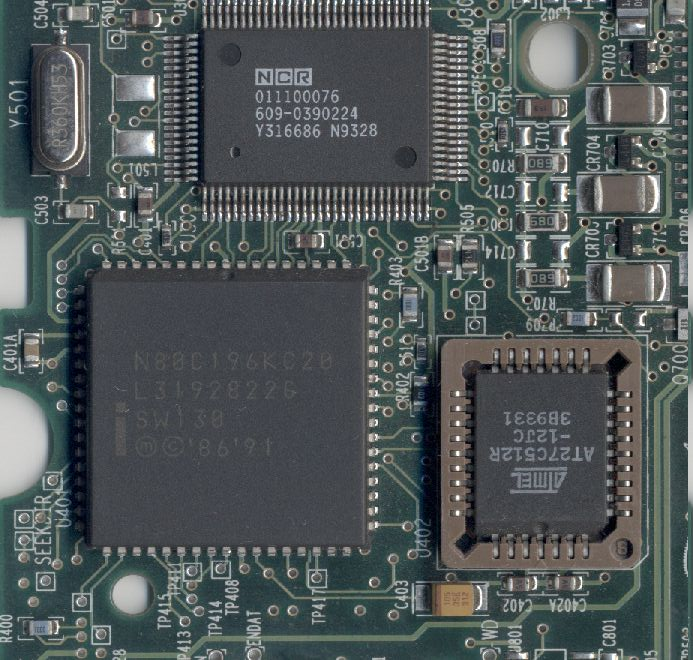
N80C196KC20 (ліворуч) на платі 125-мегабайтного HDD

Intel MCS-96 — родина 16-розрядних мікроконтролерів, що випускалася фірмою Intel з початку 1980-их років. Перші моделі виготовлювалися по nMOH-технології, пізніше було здійснено перехід на КМОН-технологію.